# SN 1999dy
SN 1999dy – supernowa typu Ia odkryta 17 września 1999 roku w galaktyce A013549+0008. Jej maksymalna jasność wynosiła 20,94m.